# Discovery (banda)
Discovery es una banda neoyorquina que combina indie-rock, música electrónica y funk, fundada por
Rostam Batmanglij, tecladista de Vampire Weekend, y Wesley Miles, vocalista de Ra Ra Riot, dos amigos que empezaron a grabar juntos en el verano boreal de 2005.

## Historia
La banda lanzó su álbum debut LP el 7 de julio de 2009 en los Estados Unidos con la compañía discográfica XL Recordings. El disco incluyó las voces de Ezra Koenig, de Vampire Weekend, y de Angel Deradoorian, de Dirty Projectors. El álbum fue descrito por los críticos musicales de Pitchfork Media y del Belfast Telegraph como «podría ser tu disco favorito o más amado del año» y  «alucinante», respectivamente.

## Miembros
- Rostam Batmanglij
- Wesley Miles

## Discografía

### Álbumes
- LP[1] (2009)